# Parque Nacional dos Elefantes de Addo
O Parque Nacional dos Elefantes de Addo (em inglêsː Addo Elephant National Park) é uma unidade de conservação que ocupa uma área de 164.000 hectares, entre seção terrestre e marinha, localizada no Cabo Oriental da África do Sul. É a primeira unidade de conservação que abriga os "Big Seven", os 7 maiores mamíferos do planeta, são elesː os elefantes, os búfalos, os leões, os leopardos, os rinocerontes, os tubarões branco e as baleias franca austral.
A seção marinha do parque ocupa uma área de 120.000 hectares, localizada na Baía de Algoa, abrangendo as ilhas Saint Croix e a Ilha dos Pássaros.

## História
A região do Addo sempre serviu de habitat para grandes manadas de animais. Entre os anos de 1700 e 1800, as manadas foram sendo dizimadas por caçadores. Nos finais dos anos de 1800, a região do Addo passou a ser habitada por agricultores, que começaram a competir espaço e água com as manadas de elefantes. Ajudando na redução das manadas.
Em 3 de julho de 1931, uma área de 2.500 hectares foi declarada como área de proteção, com o objetivo de preservar os últimos 11 elefantes que habitavam o local.
Houve dificuldade em manter os elefantes dentro da zona protegida até a década de 1950, quando Graham Armstrong inventou uma cerca à prova de elefantes. Esta cerca foi utilizada para circundar uma área de 2.270 hectares, mantendo os elefantes do parque na área protegida.
Na década de 1960, introduziram o rinoceronte negro da África Oriental (D.b. michaeli), que foram substituídos pelos D.b. bicornis da Namíbia, na década de 1990.
Em 13 de outubro de 1995, o Parque Nacional Zuurberg foi fundida ao Parque Nacional dos Elefantes de Addo; e em 2 de novembro de 2001, foi incluída a Reserva Natural Woody Cape, abrangendo a ilha Saint Coix e a dos Pássaros.
Para controlar o número de antílopes, entre eles os cudos e impalas, introduziram leões e hienas-malhadas no parque, no ano de 2003 e 2004 respectivamente.
Com o crescimento populacional dos elefantes, chegando a 400 integrantes, houve a necessidade de expandir a área protegida, alcançando 164.000 hectares, em 2006.

## Ecossistema

### Fauna

#### Seção marinha
Entre as aves, as ilhas abrigam a maior colônia de reprodução de pinguins africanos (Spheniscus demersus) do mundo, que correm risco de extinção; também abriga a maior colônia de Atobá do Cabo (Morus capensis). As andorinhas-do-mar-rosadas (Sterna dougallii), que estão ameaçadas, e os falcões siberianos também se reproduzem nas ilhas. As gavinhas-de-bico-vermelho e as andorinhas do Ártico fazem paradas nas ilhas durante seu percurso de migração.
Entre os mamíferos, a ilhota Black Rocks, abriga em torno de 6 mil focas. As ilhas também abrigam os lobos marinhos africanos (Arctocephalus pusillus). A Baía de Algoa abriga tubarões brancos (Carcharadon carcharias). 
As rochas das ilhas servem de abrigo para os peixes endêmicos como o stumpnose vermelho (Chrysoblephus gibbiceps), dageraad (Chrysoblephus cristiceps) e o steenbras vermelho (Petrus rupestris). E de desova para a lula chokka (Loligo vulgaris reynaudii).

#### Seção terrestre
Entre os mamíferos, abriga os elefantes (Loxodonta Africana), leões, leopardos, hienas pintadas, rinoceronte negro, búfalos (Syncerus caffer), Cudos (Tragelaphus strepsiceros), elandes (Taurotragus oryx), gazelas (Tragelaphus scriptus), zebras (Equus burchelli).
Entre as aves incluídas no livro vermelho da IUCN, poderão ser observado os calau terrestre, o abutre-do-cabo, águia marcial, abetarda de Stanley, abetarda de Kori, coruja de grama e o falcão cuco.

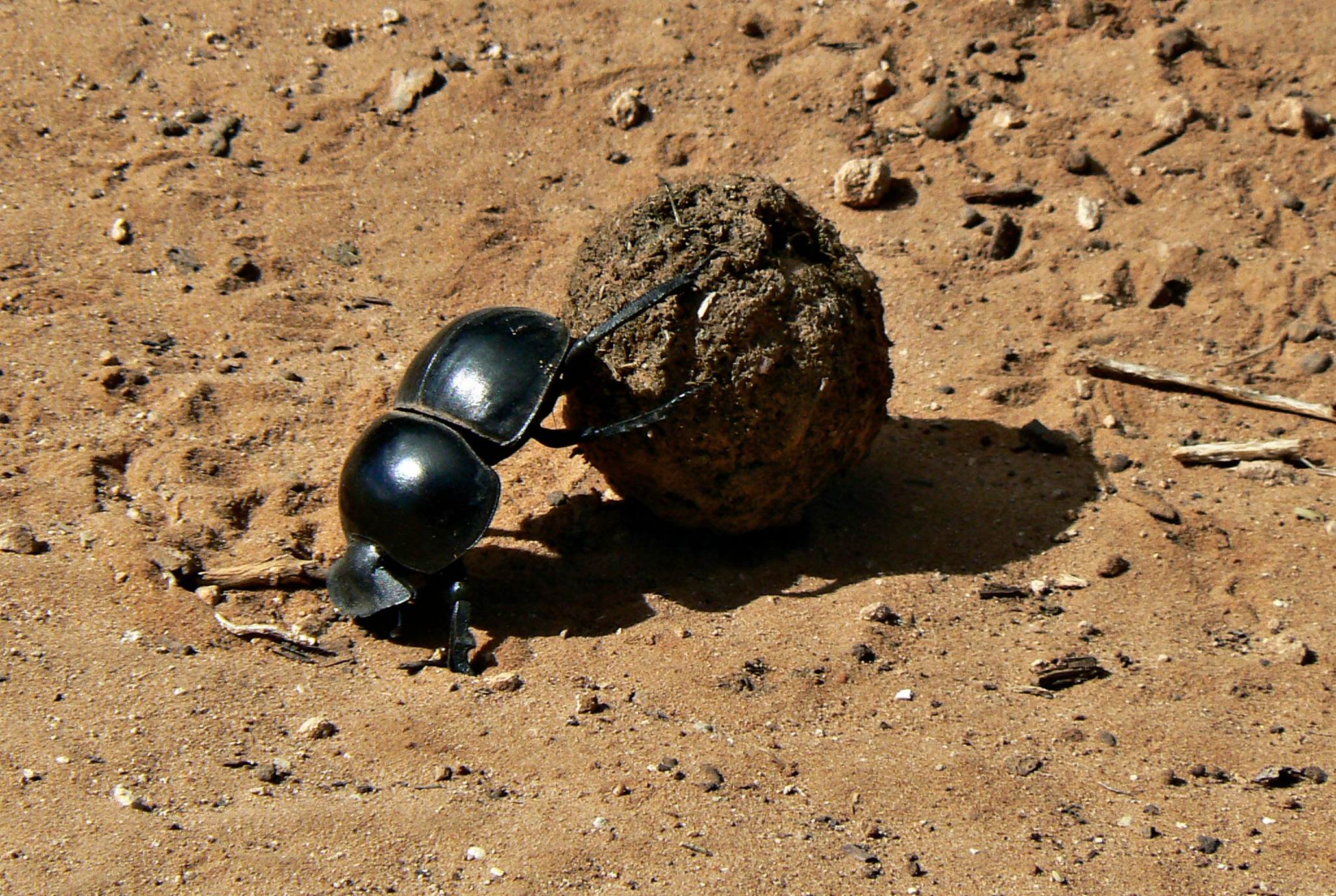
Besouro Circellium bacchus

No parque há 13 espécies endêmicas de répteis, duas delas restritas a região do Cabo Oriental, o lagarto cingido da Tasmânia (Cordylus tasmani) e o lagarto escavador sem perna do Cabo (Scelotes anguina). Também abriga 5 espécies de tartarugas terrestres, e 14 espécies  de rãs que estão inseridas no livro vermelho da IUCN.
Dos invertebrados endêmicos, pode ser encontrado o gafanhoto das dunas e o besouro Circellium bacchus.

### Flora
A unidade de conservação abrange cinco dos sete biomas da África do Sul. Pode ser encontrado o bioma Arbustivo, Floresta, Fynbos, Nama-Carru, Pastagem e Zonas Úmidas Azonais. Na Cordilheira Zuurberg, predomina a vegetação Fynbos Gramínea e Fynbos da Montanha. Ao sul da cordilheira, possui vegetação Mata Suculenta Xeric e Mesic. Na região costeira úmida, há uma mistura de vegetação Afromontana, florestas costeiras e pastagens costeiras.
Na área do parque, pode ser encontrada a Portulcaria afra, Sideroxylon inerme, Plumbago auriculata, Podocarpus lati folius, Pentzia spp e Noorsveld Euphorbia spp.

### Clima
O clima é temperado quente. A precipitação média anual é de 900 mm na Florestas de Alexandria, 450 mm na sede do parque (região do Addo), 600 mm nas Cordilheiras Zuurberg, e 350 mm nas áreas de sombra de chuva do norte de Carru. Na região do Addo, os picos de precipitação ocorrem entre fevereiro e março; e entre outubro e novembro. Em Zuurberg, os picos de precipitação ocorrem na primavera e no outono, sendo mais seco no período do inverno e com tempestades nos meses de verão. As temperaturas ficam entre 15°C e 45°C nos meses mais quentes, e  5°C e 18°C nos meses mais frios.

## Geografia
O Parque se estende desde as planícies semi-áridas ao redor de Darlington, as regiões sul e leste da Cordilheira Zuurberg e no vale do rio Sundays, indo até a foz do rio Sundays e ao longo da costa até o boca do rio Bushman; e inclui as ilhas Saint Croix, e a dos Pássaros. A área de conservação abrange ilhas, dunas, planícies costeiras, planícies áridas e montanhas, com o ponto mais alto chegando a 935 metros acima do nível do mar.

## Geologia
Na região central do parque se encontra as Cordilheiras Zuurberg, que é composta, maioritariamente, por quartzito e sedimentos de arenito. Ao norte das cordilheiras é composta principalmente de lamito e arenito. Ao sul, as planícies são compostas por uma mistura de conglomerados, tilitos, argilitos e arenitos. A sudeste, sentido à costa, é composta por calcário.

## Hidrografia
Pela área do parque passam os rios Bushman, Sundays e Boknes, sendo os dois últimos que correm para o mar. Os afluentes do Sundays que fluem na área de proteção são os Coerney, Krom, Wit, Kabouga e os rios Klein e Uie; e os afluentes do Bushman são os rios Blou e Steins.
Dentro do parque há o Reservatório Darlington, com uma área de 4 350 hectares, que é alimentado pelo rio Orange por meio de transferência inter-bacias.
Na região do Addo (sede do parque), não há fonte natural de água. Há poços que são alimentados por furos. Também há bacias na região, mas geralmente estão secas, exceto em períodos de chuvas excepcionais.

## Turismo

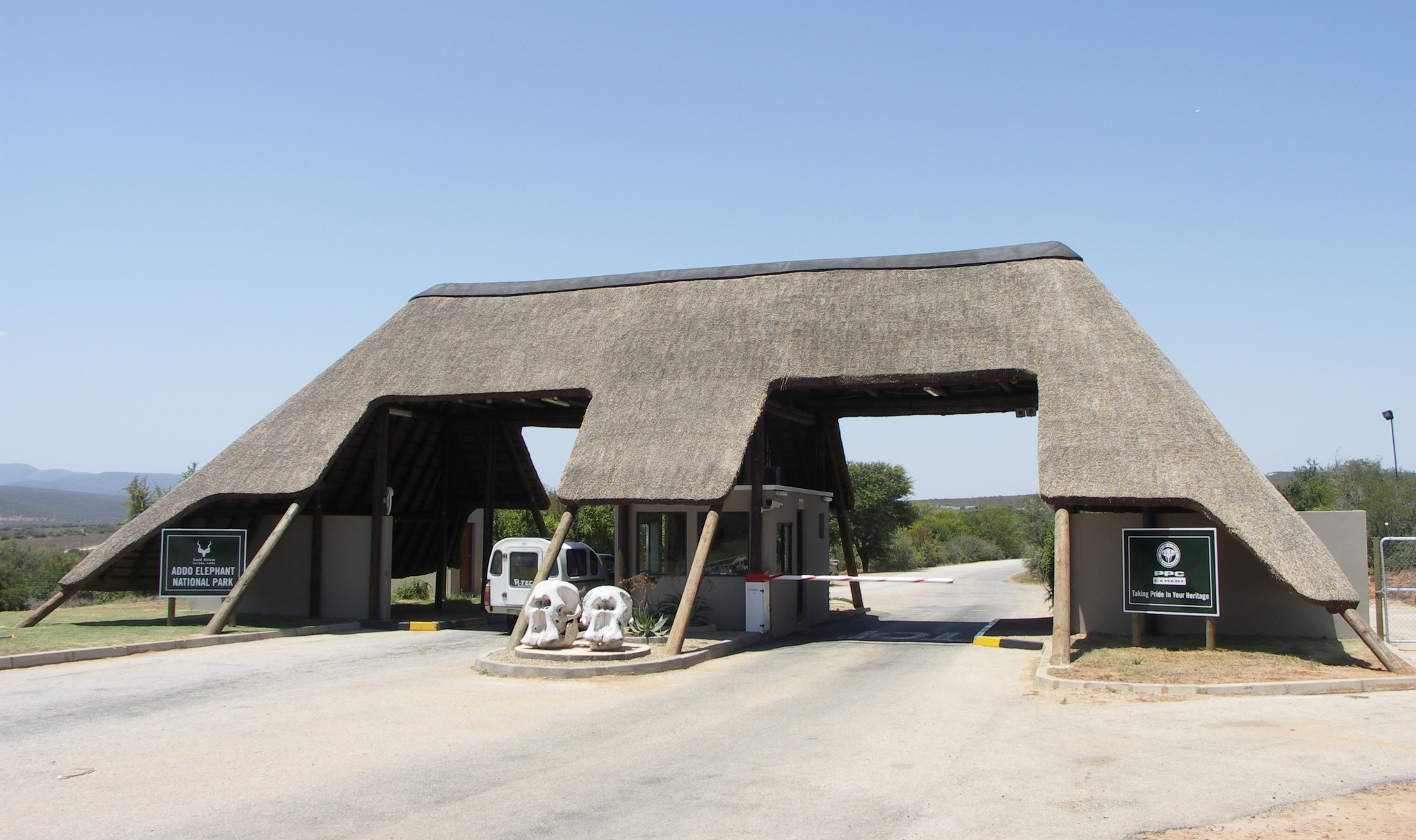
Entrada do parque

O parque está aberto a visitação. Pode ser explorado através de safáris guiados ou trilhas a pé. O portão principal está localizado a 1 hora da cidade de Porto Elizabeth, seguindo a rodovia N2 em direção a Grahamstown.

### Trilhas
- Trilha Zuurberg - é um percurso em loop de 11,27 quilômetros, de nível moderado com subida chegando a 439,83 metros. A observação de vida selvagem é limitada.[1]
- Trilha  Alexandria - é um percurso de 32 quilômetros, com a obrigatoriedade de o grupo compor a partir de 3 pessoas.[1]